# Château de Frœschwiller
Le château de Frœschwiller est un monument historique situé à Frœschwiller, dans le département français du Bas-Rhin.

## Localisation
Ce bâtiment est situé au 21, rue Principale à Frœschwiller.

## Historique
L'édifice fait l'objet d'un classement au titre des monuments historiques depuis 2009.